# Championnats de France d'athlétisme en salle 2009
Navigation
Édition précédente Édition suivante
Les Championnats de France d'athlétisme en salle 2009 ont eu lieu les 20 et 21 février 2009 au stade couvert régional de Liévin. 

## Palmarès
| Discipline       | Hommes              | Hommes         | Femmes                  | Femmes         |
| ---------------- | ------------------- | -------------- | ----------------------- | -------------- |
| 60 m             | Emmanuel Ngom Priso | 6 s 63         | Ayodele Ikuesan         | 7 s 32         |
| 200 m            | Antony Couffe       | 21 s 28        | Aurélie Kamga           | 23 s 88        |
| 400 m            | Leslie Djhone       | 46 s 06        | Thélia Sigère           | 53 s 48        |
| 800 m            | Jamale Aarrass      | 1 min 50 s 47  | Linda Marguet           | 2 min 6 s 05   |
| 1 500 m          | Guillaume Eraud     | 3 min 52 s 39  | Maria Martins           | 4 min 16 s 94  |
| 60 m haies       | Ladji Doucouré      | 7 s 63         | Cindy Billaud           | 8 s 14         |
| Saut en hauteur  | Abdoulaye Diarra    | 2,18 m         | Marie Collonvillé       | 1,76 m         |
| Saut à la perche | Romain Mesnil       | 5,70 m         | Elisabete Ribeira Ansel | 4,15 m         |
| Saut en longueur | Kafétien Gomis      | 8,07 m         | Haoua Kessely           | 6,41 m         |
| Triple saut      | Teddy Tamgho        | 17,44 m        | Teresa Nzola Meso       | 13,94 m        |
| Lancer du poids  | Yves Niaré          | 19,99 m        | Laurence Manfredi       | 18,08 m        |
| 3 000 m marche   | -                   | -              | Christine Guinaudeau    | 13 min 19 s 09 |
| 5 000 m marche   | Yohann Diniz        | 18 min 40 s 26 | -                       | -              |
| Pentathlon       | -                   | -              | Antoinette Nana Djimou  | 4 487 pts      |
| Heptathlon       | Franck Logel        | 5 985 pts      | -                       | -              |